# Leptonema aspersum
Leptonema aspersum är en nattsländeart som först beskrevs av Georg Ulmer 1907.  Leptonema aspersum ingår i släktet Leptonema och familjen ryssjenattsländor. Inga underarter finns listade i Catalogue of Life.